# Sclerophrys turkanae
Sclerophrys turkanae o gripau del llac Turkana és una espècie de gripau de la família dels bufònids, endèmica de Kenya. L'epítet prové del lloc on va ser identificat, el Llac Turkana.
Va ser descrit com Bufo turkanae per Mills Tandy & Donald Feener jr. el 1985. Va ser classificat com Amietophrynus turkanae per Frost et alii el 2006. Aquest nom s'ha provat obsolet des de l'estudi d'Ohler & Dubois del 2016 que l'ha classificat en el gènere de Sclerophrys.
El seu hàbitat natural inclou sabanes seques, zones seques d'arbustos tropicals o subtropicals, rius i llacs d'aigua dolça. L'espècie és poc coneguda i la Unió Internacional per a la Conservació de la Natura fins 2016 no ha pogut identificar cap amenaça.